# Synema nangoku
Synema nangoku es una especie de araña cangrejo del género Synema, familia Thomisidae, orden Araneae.

## Distribución
Esta especie se encuentra en Asia: China y Japón.

## Taxonomía
Fue descrita por Ono en 2002.
Tratamiento taxonómico
La especie aparece registrada y publicada en New species of crab spiders (Araneae, Thomisidae) from Japan. Bulletin of the National Museum of Nature and Science Tokyo (A) 28: 201–210.